# 天平 (东魏)
天平（534年十月—537年十二月）是東魏孝靜帝元善見的第一個年号，由大丞相高歡總理朝政。歷時3年餘。

## 纪年
| 天平 | 元年  | 二年  | 三年  | 四年  |
| ---- | ----- | ----- | ----- | ----- |
| 公元 | 534年 | 535年 | 536年 | 537年 |
| 干支 | 甲寅  | 乙卯  | 丙辰  | 丁巳  |

## 參看
- 中国年号列表
  - 其他使用天平年號的政權
- 同期存在的其他政权年号
  - 中大通（529年十月—534年十二月）：南朝梁政權梁武帝萧衍的年号
  - 大同（535年正月—546年四月）：南朝梁政權梁武帝萧衍的年号
  - 上願（535年）：南朝梁時期領導鮮于琛的年号
  - 神嘉（525年十二月—535年三月）：北魏時期領導劉蠡升年号
  - 平都（536年九月）：東魏時期領導王迢觸、曹貳龍年号
  - 大統（535年正月—551年十二月）：西魏政权西魏文帝元宝炬年号
  - 章和：高昌政权麴坚年号
  - 建元（536年—551年）：新羅法興王、真興王的年号